# Beire-le-Châtel
Beire-le-Châtel är en kommun i departementet Côte-d'Or i regionen Bourgogne-Franche-Comté i östra Frankrike. Kommunen ligger i kantonen Mirebeau-sur-Bèze som tillhör arrondissementet Dijon. År 2022 hade Beire-le-Châtel 907 invånare.

## Befolkningsutveckling
Antalet invånare i kommunen Beire-le-Châtel
Referens:INSEE